# Мовчан, Андрей Андреевич
Андре́й Андре́евич Мовча́н (род. 25 апреля 1968, Москва, СССР) — кипрский финансист российского происхождения, специалист по инвестициям. Основатель группы компаний по управлению инвестициями Movchan’s Group, занимал руководящие посты в компаниях «Тройка Диалог», «Ренессанс Управление инвестициями», «Третий Рим» и банке «Ренессанс Кредит». Ранее был директором и экспертом программы «Экономическая политика» Московского центра Карнеги.
Сфера деятельности Movchan’s Group — управление средствами состоятельных частных лиц на мировых финансовых рынках, консультирование по вопросам управления благосостоянием, независимая оценка инвестиционных портфелей.
В 2024 году стал экспертом в «Европейском центре анализа и стратегий» (CASE).

## Биография

### Образование
- 1975—1985 годы — Физико-математическая школа № 444
- 1985—1992 годы — МГУ имени М. В. Ломоносова, механико-математический факультет
- 1995—1996 годы — Финансовая академия при Правительстве РФ, факультет банковского и страхового дела
- 2001—2003 годы — MBA, Школа бизнеса университета Чикаго (University of Chicago Booth GSB)
- Сертификат квалификации «Руководитель управляющей компании» ЦБ Кипра (Certificate of Professional Competence of Supervisors and Employees of Banks and Investment Firms)
- Сертификат 1.0 ФСФР России[1]

В 2003 году избран членом почётного академического сообщества Beta Gamma Sigma (США).

### Трудовая деятельность
- В 1992—1993 году начальник отдела «Альфа-групп». В 1993 был назначен руководителем финансового управления группы «Гута».
- 1994—1997 начальник управления в банке Российский кредит.
- С 1997 года по 2003 год — исполнительный директор компании «Тройка Диалог».
- 2003—2009 годы — СЕО «Ренессанс Управление инвестициями».
- 2006—2008 годы — CEO банка «Ренессанс Кредит».
- В 2009 году основал ИК «Третий Рим» и был СЕО компании до её продажи в 2013.
- В 2015 году возглавил программу «Экономическая политика» Московского центра Карнеги, с июля 2017 является экспертом программы.
- В 2016 году основал группу компаний по управлению инвестициями Movchan’s Group.

### Семья
Женат, отец четверых детей. Жена Ольга, врач-кардиолог, гештальт-терапевт.
В 2020 году покинул Россию и вместе с семьёй переехал в Лондон, о чём сообщил на своей странице в Facebook.
В 2023 году отказался от российского гражданства.
8 августа 2025 года был признан Министерством юстиции России «иностранным агентом» и внесён в соответствующий реестр.

## Рейтинги и награды
- 2006 — «Самый успешный СЕО управляющей компании в России» (Forbes)
- 2006 — «Персона года — 2006» (РБК)
- 2007 — гран-при Chivas Top 18 Financials 2007
- 2008 — «Лучший СЕО управляющей компании» (Финанс)
- 2009 — первым в России награждён званием «Легенда фондового рынка» по версии SPEARS
- 2011, 2013 — победитель конкурса деловой журналистики «Pressзвание» в номинации «Слово и дело»[6][7].

## Публикации
Известен как автор экономических и социо-политических статей, ведет персональный блог на Facebook. Является контрибьютером медиа-каналов Movchans о финансовых и инвестиционных рынках на Youtube и в Telegram.
В 2015—2022 гг. публикуется как эксперт в прокремлёвском издании «Актуальные комментарии» Центра Политической Коньюнктуры. В частности, в феврале 2022 г. Мовчан опубликовал статью «Россия не собирается нападать на Украину», которая была подвергнута критике со стороны Conflict Intelligence Team.
Является автором колонок для журнала Forbes, издания Republic.ru и газеты «Ведомости», РБК и Коммерсант. Ведёт блог на сайте «Сноб.ру», выступал на телеканале «Дождь» и радиостанции «Эхо Москвы». Публикует эссе на финансово-экономические темы в различных изданиях.

### Книги
- Россия в эпоху постправды: Здравый смысл против информационного шума. — М.: Альпина Паблишер, 2019. — 598 с. — ISBN 978-5-9614-2428-7.
- Андрей Мовчан, Алексей Митров. Про́клятые экономики. — М.: АСТ, 2020. — 610 с. — ISBN 978-5-17-109321-1.
- Английский дневник. — АСТ, 2022. — 320 с. — ISBN 978-5-17-135332-2.
- От войны до войны. — Freedom Letters, 2024. — 418 с. — ISBN 9781998265336.